# Cinefone
O Cinefone ou cinetofone (Kinetophone), é um aparelho concebido por William Dickson, um dos colaboradores de Thomas Edison, em finais de 1894 ou início de 1895.

## História
O processo consistia em juntar o fonógrafo e o cinetógrafo (Kinetograph), também invento de Edison, de modo a associar em sincronismo as imagens animadas que se vêem no interior da caixa de madeira, que é o cinetógrafo, com o som gerado pelo fonógrato, mediante o rodar de um cilindro. 
Com este invento, Edison produz o primeiro filme sonoro. Em 1913 apresenta uma versão melhorada do cinefone em sessão pública. Desta vez o filme é projectado numa tela. Um cilindro de gravação de 5 1/2 polegadas de diâmetro debita o som. O sincronismo é obtido por ligação do projector a um fonógrafo instalado no lado oposto da sala.

## Evolução
Edison abandona o projecto e o aparelho não terá aplicação industrial. Para que isso suceda as imagens animadas terão de sair de vez de dentro do caixote para serem projectadas em tela, coisa que não interessa muito a Edison, que lucra substancialmente com as vendas do cinetógrafo.
O filme sonoro, com sequências faladas e com projecção em grande écran, os talkies,  surgirá apenas em 1927 (The Jazz Singer- en Wiki), produzido pela Warner Bros e projectado com o som vitafone em sistema de disco. O filme foi realizado por Alan Crosland (en Wiki) e baseia-se numa peça de Samson Raphaelson intitulada Day of Atonement.